# Hans Vroomen
J.M. (Hans) Vroomen (Eindhoven, 26 augustus 1962) is een Nederlands ambtenaar, consultant, politicus en bestuurder. Hij is lid van het CDA. Sinds 18 december 2017 is hij burgemeester van Ommen.

## Biografie
Vroomen studeerde bestuurskunde aan de Katholieke Universiteit Brabant en Nederlands recht aan de Rijksuniversiteit Leiden en heeft een Master in Management Consultancy behaald aan de Vrije Universiteit Amsterdam. Aan het begin van zijn loopbaan heeft Vroomen gewerkt voor het ministerie van Financiën en vervolgens het ministerie van Justitie. Daarna was hij werkzaam in de consultancy.
Daarnaast was Vroomen vanaf 2002 gemeenteraadslid van Bodegraven. In 2009 werd Vroomen daar wethouder en na de fusie van 1 januari 2011 was hij dat van Bodegraven-Reeuwijk. Hij had ruimtelijke ordening, landelijk gebied, cultuur, milieu, P&O, toerisme en volkshuisvesting in zijn portefeuille. Hij was er ook eerste locoburgemeester. In 2013 stapte hij op na een conflict met de gemeenteraad.
Daarna werd Vroomen waarnemend niet-rechterlijk bestuurslid bij de Centrale Raad van Beroep (CRvB) en het College van Beroep voor het bedrijfsleven (CBb). Vanaf 1 september 2015 tot 1 december 2017 was hij niet-rechterlijk bestuurslid bij de Rechtbank Overijssel.
Op 18 december 2017 werd Vroomen burgemeester van Ommen. Hij kreeg er beleidscoördinatie, openbare orde & veiligheid, toezicht & handhaving incl. APV & Omgevingsdienst, promotie (algemeen), strategische communicatie & burgerparticipatie, bedrijfsvoering & organisatie, versterken dienstverlening & betrouwbaarheid en samenwerkingen in zijn portefeuille.
Op 9 december 2024 legde Vroomen tijdelijk zijn taken neer als burgemeester van Ommen wegens burn-out klachten. Op 19 december van dat jaar werd Tjeerd van der Zwan waarnemend burgemeester van Ommen. Op 1 augustus 2025 hervatte Vroomen zijn werkzaamheden als burgemeester. 
Vroomen is gehuwd en heeft twee zoons.